# Айша-Биби (мавзолей)
Айша-Биби (каз. Айша бибі) — мавзолей эпохи Караханидов, XII века постройки, расположенный в селе Айша-Биби Жамбылского района Жамбылской области в 18 км от города Тараза. Является памятником архитектуры республиканского значения.
Основание мавзолея — кубическое. По его четырём углам размещены массивные колонны. В оформлении использовались небольшие ниши, малые колонки, своды, стрельчатые арки, терракотовая облицовочная плитка. В узорах мавзолея сочетаются традиционные виды орнаментального искусства древних племён Казахстана, включающие геометрический, зооморфный и солярный мотивы, уходящие корнями в искусство андроновских и сакских племён.

## Легенды

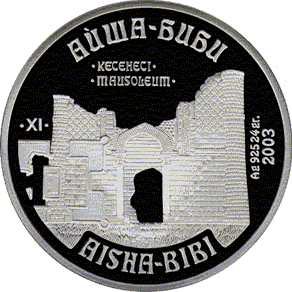
Памятная монета номиналом 500 тенге

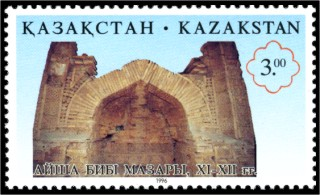
Почтовая марка Казахстана 1996 года

О строительстве мавзолея не осталось каких-либо достоверных сведений. Однако существует казахская легенда о любви Айша-Биби к своему жениху. Существуют 28 различных версий этой легенды. Согласно самой распространённой — Айша-Биби была дочерью известного учёного и поэта XI века хакима Сулеймана Бакыргани. После его смерти она воспитывалась у шейха Айходжы. Однажды правитель Тараза Карахан Мухаммед (в честь которого возведён мавзолей Карахана в Таразе) попросил её руки, однако её воспитатель не дал согласие. Тогда она обманным путём поехала в Тараз. К несчастью, её жених никогда больше не смог её увидеть, так как она погибла на берегу реки Аса от укуса змеи, спрятавшейся в головном уборе. Скорбя из-за смерти девушки, Карахан воздвиг мавзолей сказочной красоты на месте её гибели. Попутчица Айша-Биби Бабаджи-хатун стала хранительницей мавзолея и после смерти была похоронена в 20 шагах от Айша-биби в мавзолее Бабаджи-хатун.
По другой версии, чувствуя действие яда змеи, Айша распорядилась немедленно передать весть об этом Карахану. Тот не мешкая прибыл к ней со своими лекарями и муллами. Видя бессилие лекарей, Карахан попросил муллу совершить обряд бракосочетания с погибающей невестой. После обряда, взяв руку девушки, он трижды громко закричал ей: «Айша, ты теперь стала биби», то есть его женой, замужней.
По данным Баян Туякбаевой: «Интересными становятся сообщения о смерти в 1034 году дочери Таласского правителя Богра-хана, умершей в дороге по пути в Газну к своему жениху Маудуду — наследнику Масуда. С этой историей согласуется местная легенда, повествующая о захоронении здесь госпожи по имени Айша-Биби, отправившейся со служанкой к своему жениху в далёкую землю и погибшей в пути».

## Исследование и защита
В 1856 году мавзолей был зарисован Чоканом Валихановым.
Первым исследователем мавзолея в 1893 году был русский археолог Василий Бартольд, мавзолей затем был исследован в 1897 году Василием Каллауром, в 1938—1939 годах — экспедицией Института истории и культуры Казахского филиала Академии наук СССР (руководитель Александр Бернштам), в 1953 году — экспедицией Академии наук Казахстана. В 1953 и 1962 годах Г. И. Пацевичем и И. Зябко на памятнике были проведены археологические раскопки, исследователи сделали выводы, что декоративные плиты и кирпичи изготавливались строителями мавзолея на месте.
В 1960 году был построен защитный стеклянный колпак для защиты мавзолея, и он использовался для образовательных и туристических целей. В 1982 году памятник был включён в список памятников истории и культуры Казахской ССР республиканского значения и взят под охрану государства.
До нашего времени сохранились только стена западного фасада и незначительные фрагменты других частей мавзолея. В 2002 году для восстановления памятника архитектуры и строительства парка вокруг него был нанят Нишан Рамето, в 2002—2005 годах специалистами РГП «Казреставрация» были проведены реставрационные работы по восстановлению первоначального облика памятника.

## Архитектура

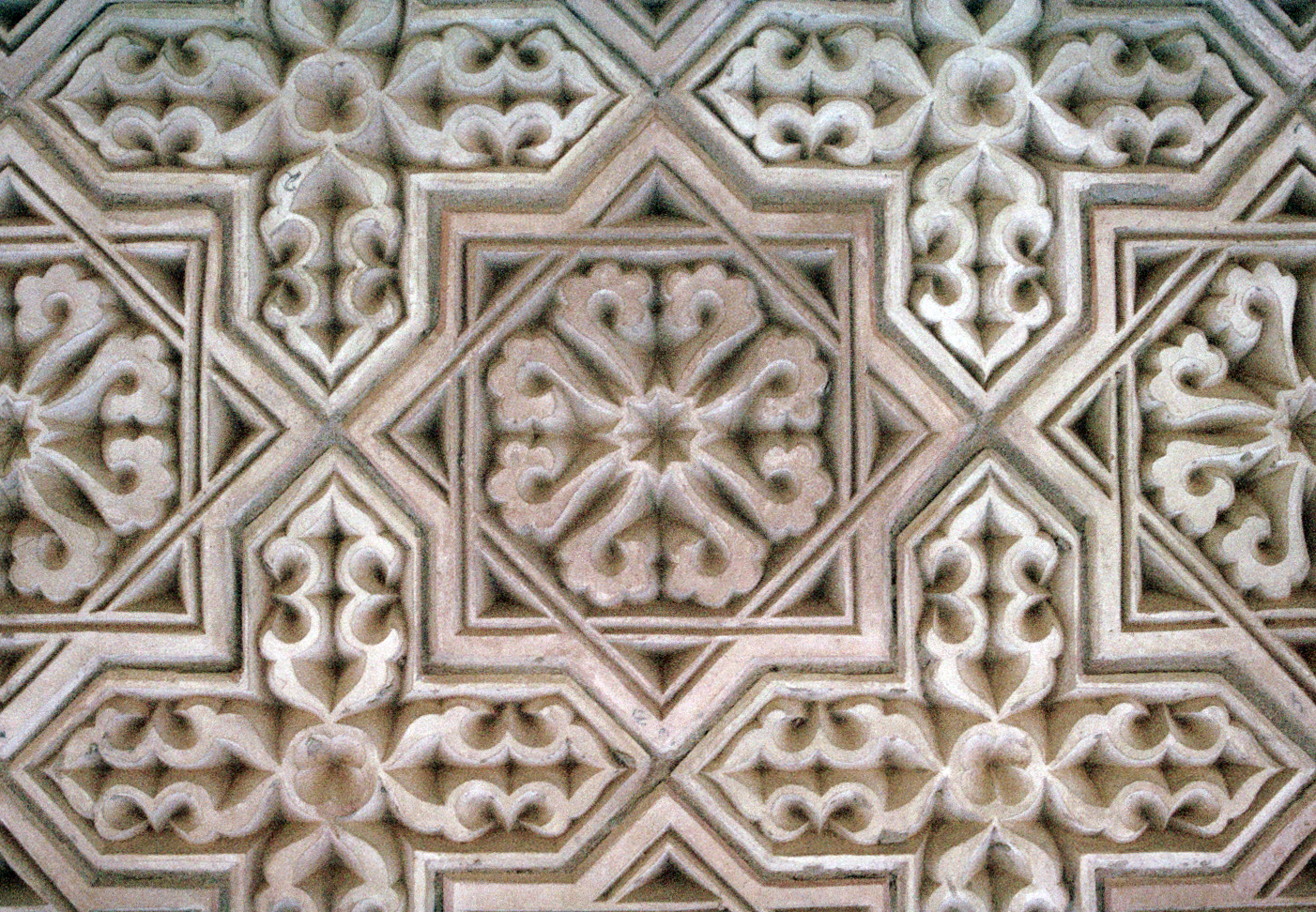
Узоры в виде «кошкар муйиз»
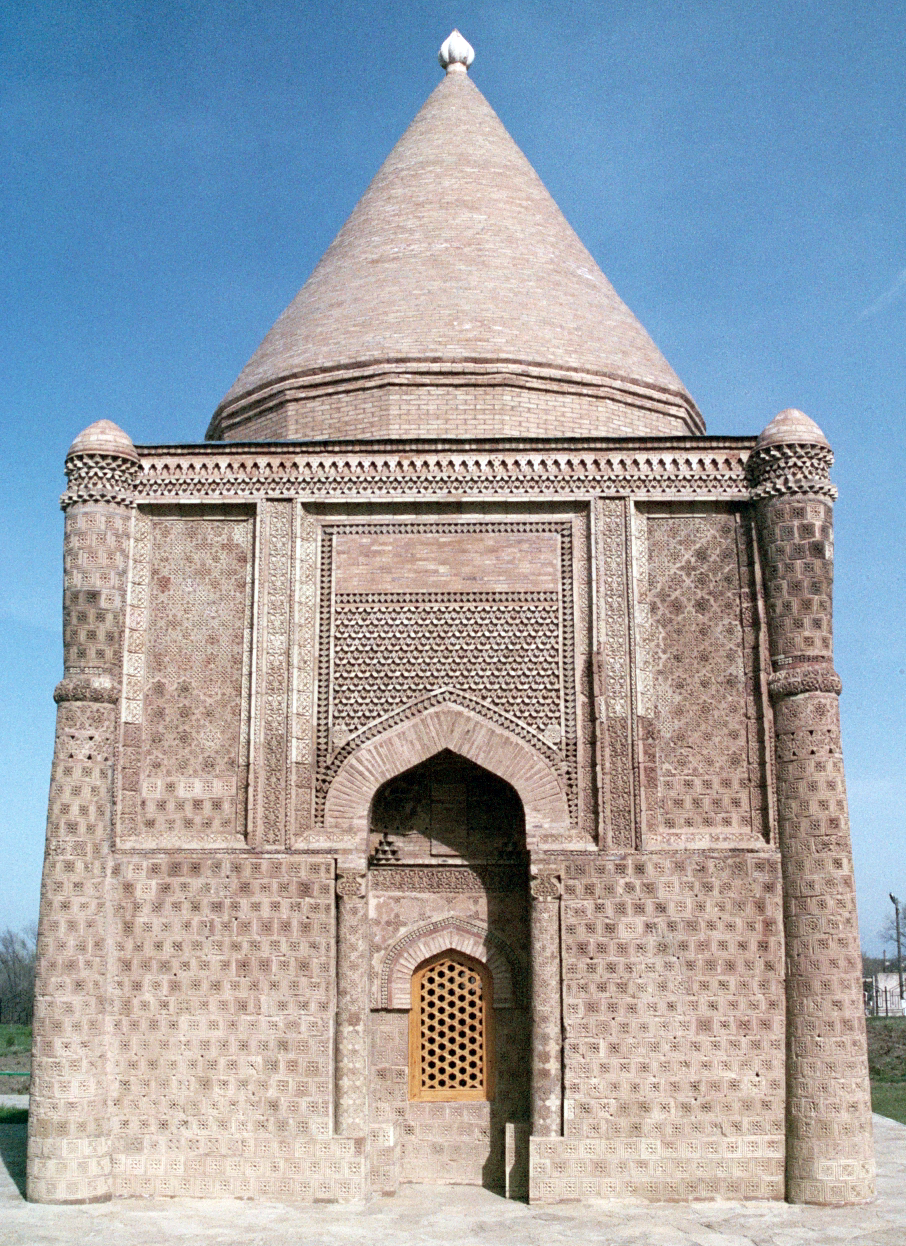
Один из фасадов мавзолея
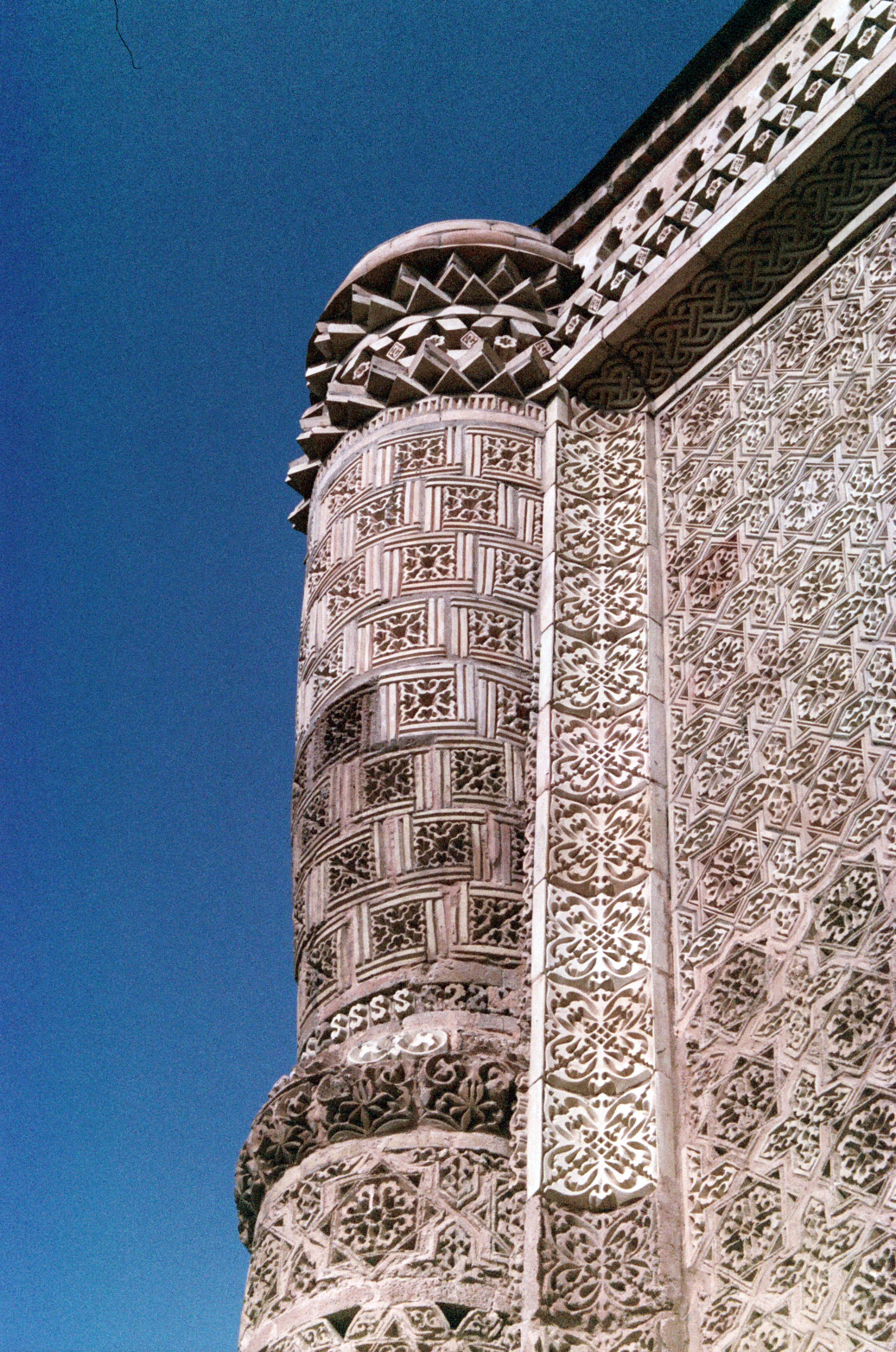
Верхняя часть полуколонн
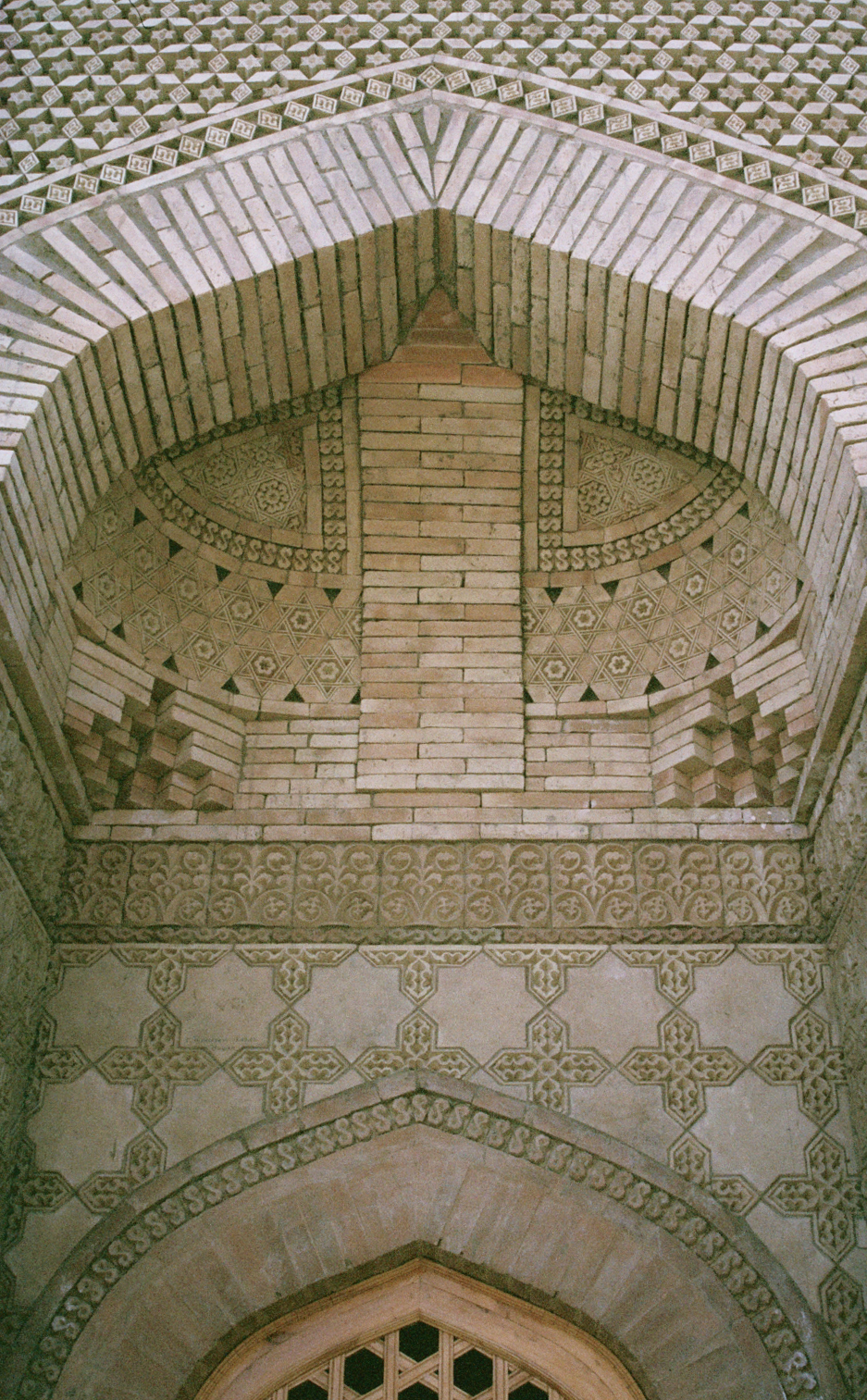
Детали арки

Мавзолей представляет в своём плане центрическое, квадратное сооружение размером 7,6×7,6 м. Вход располагается с восточной стороны. Углы мавзолея были оформлены трёхчетвертными колоннами. В центре сооружения расположено надгробие (3 х 1,4 м). Стены мавзолея толщиной 80 см состоят из трёх частей: внутренней — выложенной из жжёного кирпича, наружной — из плит с резным узором, а также пространства в середине стены, забутованного глиной и обломками бракованных плиток. В стенах проложены деревянные балки из арчи для прочного соединения стен и колонн.
Снаружи стены мавзолея полностью оформлены резными терракотовыми плитками, укреплённых с помощью клиньев, расположенных на тыльной стороне. В орнаментации плиток имеется более 60 разновидностей узоров. Это единственный в Казахстане памятник архитектуры, который полностью облицован резными терракотовыми плитками. По описанию археолога Таисии Сениговой орнаментальные мотивы можно разделить на несколько частей. Нижняя часть памятника до основания арки декорирована прямоугольниками, в центре которых расположен орнамент из радиально расходящихся на четыре стороны орнаментов в виде «кошкар муйиз» (стилизованных бараньих рогов). Верхняя часть мавзолея декорирована узорами в виде ромбов, объединённых в шестиугольные звёзды, растительным орнаментом.
Имеющиеся по бокам полуколонны в верхней части выполнены в виде вазы. Угловые колонны слегка сужаются кверху, где они украшены пояском изразцов с растительным орнаментом и заканчиваются раструбом. На 18-м ряду кладки (на высоте 3,4 м) западных колонн имеются пояски с надписями, выполненные куфическим стилем арабского письма. Сохранились слова, в переводе означающие: «Осень… Тучи… Земля прекрасна…».
Восточный фасад находится на одной линии с восточным фасадом мавзолея Бабаджи-хатун.